# Petinha-estriada
Petinha-estriada (Anthus lineiventris) é uma espécie de ave da família Motacillidae.
Pode ser encontrada nos seguintes países: Angola, Botswana, Burundi, República Democrática do Congo, Quénia, Malawi, Moçambique, Ruanda, África do Sul, Essuatíni, Tanzânia, Zâmbia e Zimbabwe.
Os seus habitats naturais são: savanas áridas.